# Championnat du monde de hockey sur glace 1971
Navigation
Suède 1970 Tchécoslovaquie 1972
Le trente-huitième championnat du monde  de hockey sur glace et par la même occasion le quarante-neuvième championnat d’Europe a eu lieu en 1971 en Suisse et aux Pays-Bas.

## Contexte
22 nations ont participé à cette nouvelle édition, avec l'absence encore une fois du Canada.

## Groupe A
Les matchs du premier tour ont eu lieu à l'Allmend de Berne et les matchs retour à Genève.

### Résultats
| Matchs aller | Matchs retour |
| --- | --- |
| 19 mars - Tchécoslovaquie 1–5 États-Unis - URSS 11–2 Allemagne fédérale 20 mars - Suède 4–2 États-Unis - Finlande 4–3 Allemagne fédérale 21 mars - Suède 6–5 Tchécoslovaquie - URSS 8–1 Finlande 22 mars - Tchécoslovaquie 9–1 Allemagne fédérale - URSS 10–2 États-Unis 23 mars - Suède 7–2 Allemagne fédérale - Finlande 7–4 États-Unis 24 mars - Suède 1–1 Finlande - URSS 3–3 Tchécoslovaquie 25 mars - États-Unis 2–7 Allemagne fédérale 26 mars - Tchécoslovaquie 5–0 Finlande - URSS 8–0 Suède | 27 mars - Tchécoslovaquie 5–0 États-Unis - URSS 12–2 Allemagne fédérale 28 mars - Suède 4–3 États-Unis - Finlande 7–2 Allemagne fédérale 29 mars - Suède 1–3 Tchécoslovaquie - URSS 10–1 Finlande 30 mars - Tchécoslovaquie 4–0 Allemagne fédérale - URSS 7–5 États-Unis 31 mars - Suède 1–2 Allemagne fédérale - Finlande 7–3 États-Unis 1er avril - Suède 2–1 Finlande - URSS 2–5 Tchécoslovaquie 2 avril - États-Unis 5–1 Allemagne fédérale 3 avril - Tchécoslovaquie 4–2 Finlande - URSS 6–3 Suède |

### Classement du championnat du monde
|        | Équipe             | PJ | V | N | D | BP | BC |
| ------ | ------------------ | -- | - | - | - | -- | -- |
| Or     | URSS               | 10 | 8 | 1 | 1 | 77 | 24 |
| Argent | Tchécoslovaquie    | 10 | 7 | 1 | 2 | 44 | 20 |
| Bronze | Suède              | 10 | 5 | 1 | 4 | 29 | 33 |
| 4      | Finlande           | 10 | 4 | 1 | 5 | 31 | 42 |
| 5      | Allemagne fédérale | 10 | 2 | 0 | 8 | 22 | 62 |
| 6      | États-Unis         | 10 | 2 | 0 | 8 | 31 | 53 |

Le classement entre l'Allemagne et les États-Unis a été fait sur la base des résultats des deux confrontations entre les équipes.

### Classement du championnat d’Europe
|   | Équipe             | PJ | V | N | D | BP | BC |
| - | ------------------ | -- | - | - | - | -- | -- |
| 1 | Tchécoslovaquie    | 8  | 6 | 1 | 1 | 38 | 15 |
| 2 | URSS               | 8  | 6 | 1 | 1 | 60 | 17 |
| 3 | Suède              | 8  | 3 | 1 | 4 | 21 | 28 |
| 4 | Finlande           | 8  | 2 | 1 | 5 | 17 | 35 |
| 5 | Allemagne fédérale | 8  | 1 | 0 | 7 | 14 | 55 |

Le classement entre la Tchécoslovaquie et les URSS a été fait sur la base des résultats des deux confrontations entre les équipes.

### Composition de l'URSS
L'équipe soviétique est alors composée des joueurs suivants :
- Viktor Konovalenko et Vladislav Tretiak (gardien),
- Aleksandr Ragouline, Vitali Davydov (défenseurs),
- Igor Romichevski, Vladimir Loutchenko, Guennadi Tsygankov, Iouri Liapkine, Viktor Kouzkine, Boris Mikhaïlov, Vladimir Petrov, Valeri Kharlamov, Aleksandr Maltsev, Anatoli Firsov, Vladimir Vikoulov, Viatcheslav Starchinov, Vladimir Chadrine, Ievgueni Michakov, Ievgueni Zimine, Aleksandr Martyniouk (attaquants)

L'équipe est entraînée par Anatoli Tarassov et Arkadi Tchernychev

## Groupe B
Le groupe B a également joué en Suisse dans les villes de Berne, Genève mais aussi Lyss et La Chaux-de-Fonds.

### Résultats
5 mars
- Norvège 6–3 Yougoslavie
- Pologne 6–2 Italie
- Allemagne de l'Est 9–4 Japon
- Suisse 4–1 Autriche

6 mars
- Yougoslavie 3–1 Autriche
- Japon 4–4 Italie
- Suisse 3–2 Norvège

7 mars
- Allemagne de l'Est 4–7 Pologne

8 mars
- Norvège 7–2 Italie
- Japon 6–2 Autriche
- Allemagne de l'Est 5–3 Yougoslavie
- Suisse 4–4 Pologne

9 mars
- Allemagne de l'Est 11–0 Italie
- Norvège 7–2 Autriche
- Suisse 8–5 Yougoslavie

10 mars
- Pologne 4–6 Japon

11 mars
- Allemagne de l'Est 11–3 Autriche
- Yougoslavie 4–4 Italie
- Pologne 8–1 Norvège
- Suisse 4–1 Japon

13 mars
- Norvège 10–6 Japon
- Pologne 4–0 Yougoslavie
- Autriche 6–0 Italie
- Suisse 3–1 Allemagne de l'Est

14 mars
- Yougoslavie 7–6 Japon
- Pologne 3–2 Autriche
- Allemagne de l'Est 8–4 Norvège
- Suisse 5–0 Italie

### Classement
|   | Équipe             | PJ | V | N | D | BP | BC |
| - | ------------------ | -- | - | - | - | -- | -- |
| 1 | Suisse             | 7  | 6 | 1 | 0 | 31 | 14 |
| 2 | Pologne            | 7  | 5 | 1 | 1 | 36 | 19 |
| 3 | Allemagne de l'Est | 7  | 5 | 0 | 2 | 49 | 24 |
| 4 | Norvège            | 7  | 4 | 0 | 3 | 37 | 32 |
| 5 | Yougoslavie        | 7  | 2 | 1 | 4 | 25 | 34 |
| 6 | Japon              | 7  | 2 | 1 | 4 | 33 | 40 |
| 7 | Autriche           | 7  | 1 | 0 | 6 | 17 | 34 |
| 8 | Italie             | 7  | 0 | 2 | 5 | 12 | 43 |

## Groupe C
Les matchs du groupe C se sont déroulés aux Pays-Bas dans les villes de Nimègue, Rotterdam, Eindhoven, Utrecht, Tilburg ou encore Sittard-Geleen.

### Résultats
26 février
- Hongrie 7–6 Bulgarie
- Roumanie 7–1 France
- Grande-Bretagne 18–2 Belgique

27 février
- Roumanie 6–1 Danemark
- France 18–1 Belgique
- Hongrie 7–6 Grande-Bretagne
- Pays-Bas 0–7 Bulgarie

28 février
- Pays-Bas 3–1 Danemark

1er mars
- France 2–1 Bulgarie
- Roumanie 3–3 Hongrie
- Danemark 21–1 Belgique
- Pays-Bas 4–7 Grande-Bretagne

2 mars
- Grande-Bretagne 5–4 Danemark
- Hongrie 4–8 France
- Roumanie 12–2 Bulgarie
- Pays-Bas 18–0 Belgique

4 mars
- France 6–4 Grande-Bretagne
- Bulgarie 4–5 Danemark
- Hongrie 31–1 Belgique
- Pays-Bas 2–10 Roumanie

5 mars
- Bulgarie 5–5 Grande-Bretagne
- Roumanie 21–0 Belgique
- France 5–1 Danemark
- Pays-Bas 3–4 Hongrie

7 mars
- Bulgarie 12–1 Belgique
- Hongrie 2–0 Danemark
- Roumanie 11–2 Grande-Bretagne
- Pays-Bas 2–9 France

### Classement
|   | Équipe          | PJ | V | N | D | BP | BC  |
| - | --------------- | -- | - | - | - | -- | --- |
| 1 | Roumanie        | 7  | 6 | 1 | 0 | 70 | 11  |
| 2 | France          | 7  | 6 | 0 | 1 | 49 | 20  |
| 3 | Hongrie         | 7  | 5 | 1 | 1 | 58 | 27  |
| 4 | Grande-Bretagne | 7  | 3 | 1 | 3 | 47 | 39  |
| 5 | Bulgarie        | 7  | 2 | 1 | 4 | 36 | 32  |
| 6 | Pays-Bas        | 7  | 2 | 0 | 5 | 32 | 38  |
| 7 | Danemark        | 7  | 2 | 0 | 5 | 33 | 26  |
| 8 | Belgique        | 7  | 0 | 0 | 7 | 6  | 138 |